# Draganovo
Draganovo (bolgárul Драганово) község Bulgáriában, Veliko Tarnovo megyében. A Jantra folyó jobb partján található. 2005-ben 3315 lakosa volt.

## Története
Draganovo községet a 12. században alapították, a mai napig alapítója nevét (Dragan) viseli.
A magyarországi bolgárság egy jelentős részének ősei innen származnak. Szintén jelentős számban történt kivándorlás Csehországba, Szlovákiába, Ausztriába, Lengyelországba és Ausztráliába.
Az 1940-es évekig a község regionális központ volt, lakossága megközelítette a 10 ezer főt, a kommunizmus évei alatt lassan csökkent a lakosságszám, majd a kommunizmus vége után újra drasztikusan esett, elérve a mostani 3 ezres létszámot. Az egykor virágzó faluban, ahol régebben 2 iskola, 1 gimnázium, 2 labdarúgócsapat, 25 ezres állatállomány volt, 4 ezer hektár föld állt megművelés alatt, s több tucat cég működött, ma a lakosság 80%-a a szegénységi küszöb alatt él, a munkanélküliek száma pedig eléri a munkaképes lakosság 45%-át.
Emellett az utóbbi évtizedekben drasztikus etnikai változások is bekövetkeztek, az eredeti bolgár lakosság nagy része elköltözött, ma a község lakosainak többsége cigány nemzetiségű.

## Кülső hivatkozások
- Draganovo műholdról